# Harold Winter
Harold Winter (* 9. Dezember 1887 in Frankfurt am Main; † 14. Oktober 1969 in Oberursel) war ein deutscher Bildhauer und Mitglied der Kronberger Malerkolonie.

## Leben
Harold Winter wurde am 9. Dezember 1887 in Frankfurt am Main geboren. Sein Vater Heinrich Winter war Mitglied der Kronberger Malerkolonie, sein jüngerer Bruder Rolf Winter wurde Maler. Er begann nach dem Besuch des Gymnasiums, das er mit der Unterprima verließ, zunächst eine Schreinerlehre und studierte dann für dreieinhalb Jahre am Städelschen Kunstinstitut in Frankfurt am Main, zunächst unter Professor Hausmann, dann unter Professor Kowarzik, der durch seine Plaketten einige Berühmtheit erlangte. 1908 ging er für sieben Monate nach Paris an die Académie Ránson, wo auch Aristide Maillol unterrichtete. Nach einem kurzen Aufenthalt in Berlin ließ sich Winter 1912 in Oberursel als freier Bildhauer nieder und wohnte hier bis zu seinem Tode 1969. Während des Ersten Weltkriegs 1914–1918 diente er beim Militär. 1937 war Winter mit zwei Arbeiten auf der Großen Deutschen Kunstausstellung in München vertreten.

## Arbeiten

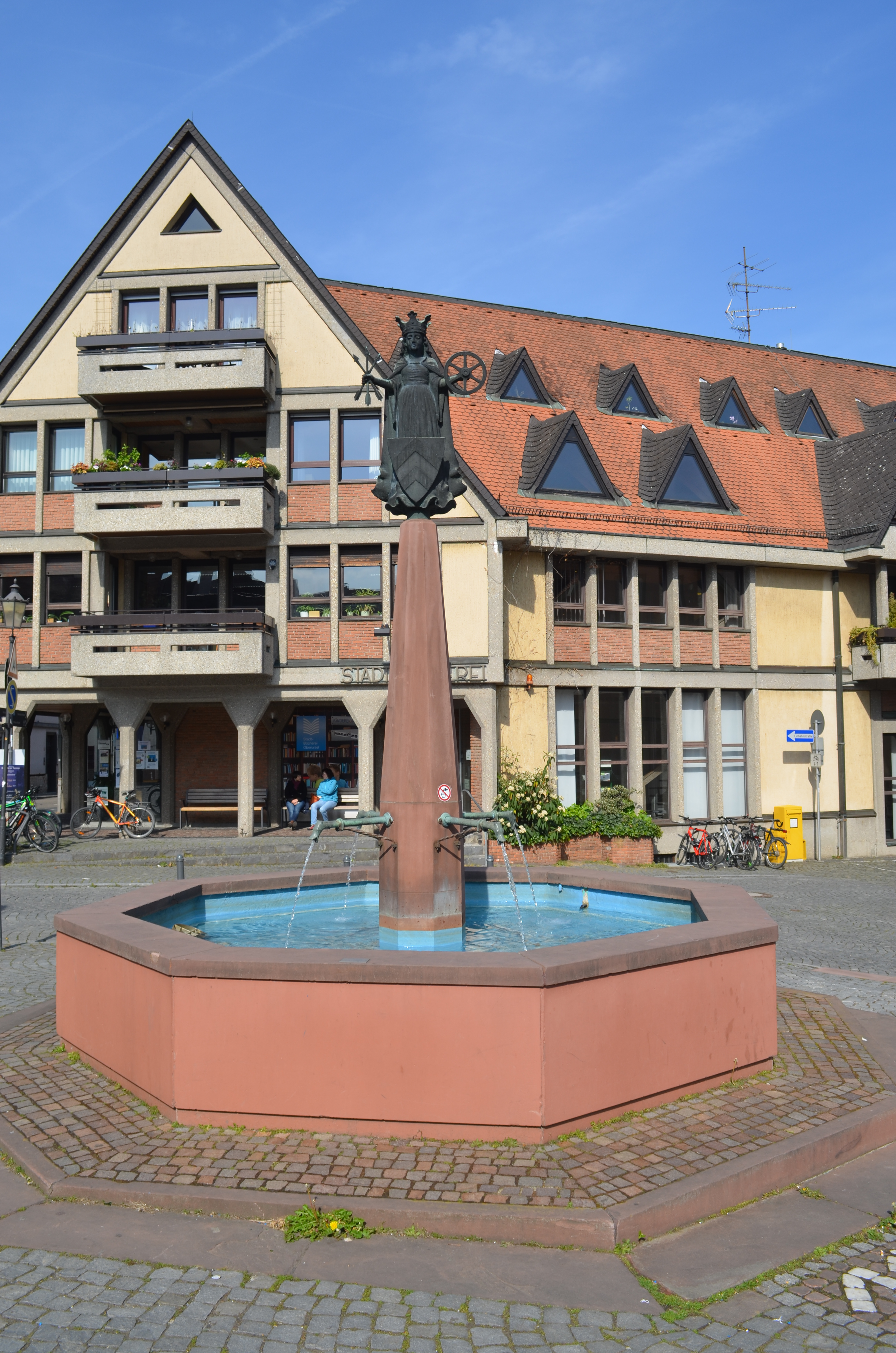
St. Ursula-Brunnen in Oberursel mit Skulptur von Harold Winter.

Am liebsten arbeitete er direkt aus dem Block, nicht nur in Stein, sondern auch in Holz unter gleichzeitiger Verwendung von Farbe und Bronze. Die Mehrzahl seiner Arbeiten gehörten der Rundplastik an. Besonders tat er sich als Bildnis- und Tierplastiker hervor, aber auch in lebensgroßen figürlichen Arbeiten. Er sah sein künstlerisches Ziel in der „innigen Verschmelzung des intimen Naturerlebnisses mit einer ehrlichen, klaren Gestaltung aus dem jeweiligen Material heraus“.

## Ehrungen
Nach den Gebrüdern Harold und Rolf Winter wurde in Oberursel (Taunus) die Brüder-Winter-Straße benannt.

## Werke
Goetheplakette der Stadt Frankfurt am Main 1932, Gedenktafel für den Reichsfreiherrn Heinrich Friedrich Karl von und zum Stein an der Paulskirche (1931) und den Jugendherbergsbrunnen im Haus der Jugend in Frankfurt. In Oberursel schuf er den Ursula-Brunnen (1962) auf dem Marktplatz, das Sandsteinrelief am ehemaligen Ratskeller und das Ehrenmal für den ermordeten Wachtmeister Homm auf dem Alten Friedhof.